# Blechnum pilosum
Blechnum pilosum är en kambräkenväxtart som först beskrevs av William Dunlop Brackenridge och som fick sitt nu gällande namn av Garth Brownlie.
Blechnum pilosum ingår i släktet Blechnum och familjen Blechnaceae. Inga underarter finns listade i Catalogue of Life.